# Pomba-de-bigodes
Rola-perdiz-de-bigodes, rolinha-de-bigodes ou pomba-de-bigodes (Geotrygon mystacea) é uma espécie de ave da família Columbidae.
Pode ser encontrada nos seguintes países: Antigua e Barbuda, Dominica, Guadeloupe, Martinica, Montserrat, Antilhas Holandesas, Porto Rico, Santa Lúcia, Ilhas Virgens Britânicas e the Ilhas Virgens Americanas.
Os seus habitats naturais são: florestas secas tropicais ou subtropicais e florestas subtropicais ou tropicais húmidas de baixa altitude.